# Nomeus gronovii
O peixe-português ou peixe-do-guerreiro-português (Nomeus gronovii) é a única espécie conhecida do gênero Nomeus, que pertence a família Nomeidae.

## Biologia
Os jovens vivem entre os tentáculos das caravelas-portuguesas (Physalia physalis). A medida que cresce, a cor do seu corpo muda e passa a habitar a zona pelágica. Os adultos vivem a profundidades entre 200 e 1000 metros, mas o seu ciclo de vida é desconhecido. Podem crescer até 39.0 cm.

## Habitat
Os jovens habitam a zona superficial junto com as caravelas, já os adultos habitam a zona pelágica.

## Distribuição
Podem ser encontrados em todos os oceanos do mundo. Incluindo Golfo do México, Mar do Caribe, Mar Mediterrâneo, Mar Vermelho, Mar do Japão, Mar de Timor, Mar de Coral, Mar Amarelo, Mar das Filipinas, Mar de Cortez e Golfo da Venezuela.
No Brasil, houve avistamentos no Canal de São Sebastião, e em 2022 foi avistado um exemplar no Parque Estadual Marinho Laje de Santos.

## Alimentação
Se alimentam de plâncton e restos de comida deixadas pela caravela.

## Em cativeiro
A espécie já foi exibida no Okinawa Churaumi Aquarium localizado em Okinawa, Japão, mas por se tratar de uma espécie com a biologia pouca conhecida, ficou pouco tempo em exposição, pois era muito difícil de manter a sua alimentação.